# NGC 1759
NGC 1759 est une lointaine et très vaste galaxie elliptique située dans la constellation du Burin. NGC 1759 a été découverte par l'astronome britannique John Herschel en 1837.

## Caractéristiques
Sa vitesse par rapport au fond diffus cosmologique est de 16 275 ± 66 km/s, ce qui correspond à une distance de Hubble de 240 ± 17 Mpc (∼783 millions d'al).